# Maicon Rodrigues
Maicon Rodrigues (Rio de Janeiro, 12 de março de 1995) é um ator brasileiro que ganhou destaque ao interpretar o Guebo na novela Nos Tempos do Imperador.

## Biografia
Nascido no Rio de Janeiro, Maicon começou a estudar teatro em 2009 e atuou em diversas campanhas publicitárias. Sua família o proibiu de fazer capoeira porque isso não era de deus e também porque, a sua família era de origem evangélica. Maicon começou a sua carreira na televisão em 2015 na novela Malhação: Seu Lugar no Mundo, onde interpretou o Beto, par romântico da personagem de Giulia Costa. Já em 2016, fez a novela Rock Story. Depois fez Tempo de Amar, O Tempo Não Para, Nos Tempos do Imperador e Terra e Paixão.

## Vida pessoal
Namorou entre 2017 e 2018, a atriz Giulia Gayoso. Já entre 2018 e 2024, namorou a Ex-BBB Hana Khalil que aliás, foi sua namorada de colégio onde os dois estudavam no mesmo local.

## Filmografia

### Televisão
| Ano     | Título                       | Personagem                   | Notas            |
| ------- | ---------------------------- | ---------------------------- | ---------------- |
| 2015–16 | Malhação: Seu Lugar no Mundo | Humberto Praça (Beto)        |                  |
| 2016–17 | Rock Story                   | João Fulgêncio da Costa (JF) |                  |
| 2017–18 | Tempo de Amar                | Percival dos Anjos (Pepito)  |                  |
| 2018–19 | O Tempo Não Para             | Cecílio Sabino Machado       |                  |
| 2020    | Quarentenados: A Série       | André                        | Produção do IGTV |
| 2021    | Galera FC                    | Elton Jr.                    |                  |
| 2021–22 | Nos Tempos do Imperador      | Guebo Nilaja                 |                  |
| 2022    | Temporada de Verão           | Conrado                      |                  |
| 2023    | Sem Filtro                   | Max                          |                  |
| 2023    | Amar é Para os Fortes        | Digão                        |                  |
| 2023–24 | Terra e Paixão               | Dr. Rodrigo Pinheiro         |                  |

### Cinema
| Ano  | Título        | Personagem | Notas          |
| ---- | ------------- | ---------- | -------------- |
| 2015 | Stranded Fish | Tiago      | Curta-metragem |
| 2021 | Salamandra    | Gil        |                |